# Herbert Austin
Herbert Austin, (8 de noviembre de 1866 - 23 de mayo de 1941) fue un diseñador y constructor de automóviles británico, fundador de la Austin Motor Company. Comenzó su carrera como mecánico en Australia, donde desarrolló una serie de patentes para la Compañía Wolseley de Máquinas Esquiladoras. Su fábrica de automóviles llegó a ser una de las más importantes del mundo en el período de entreguerras.

## Primeros años
Hijo de un labrador, nació en Little Missenden, Buckinghamshire, en el Sudeste de Inglaterra, pero la familia se trasladó en 1870 a Wentworth Woodhouse, cerca de Rotherham, Yorkshire, cuando su padre fue nombrado administrador de una granja. Herbert Austin asistió primero a la escuela del pueblo, y posteriormente continuó su educación en la Escuela de Gramática de Rotherham.
En 1884 emigró a Australia con un tío materno que vivía en Melbourne, pero que había regresado a Inglaterra en una visita familiar. Viajaron a Australia por barco, vía el Cabo.

## Vida en Melbourne
Austin empezó trabajando con su tío, que era el director técnico en una empresa de ingeniería general, Mephan Ferguson, en North Melbourne. Dos años más tarde pasó a trabajar en la empresa escocesa fabricante de papel Alex. Cowan & Sons, con un departamento dedicado a fabricar equipamiento y motores de gas de la marca Crossley. A continuación trabajó para la fundición Langlands Foundry Company Limited en Yarra Bank, Melbourne, fabricante de calderas de locomotora, ruedas y equipamiento para la minería del oro.
Para desarrollar sus habilidades como dibujante, Austin acudió a las clases de la Escuela de Arte Hotham, en North Melbourne, fuera de su horario laboral. Durante esta época, presentó el diseño de un puente sobre el río Yarra en la calle Spencer de Melbourne, para un concurso organizado por el Gobierno de Victoria, pero no ganó.
En diciembre de 1887, Austin pasó a ser director de un taller de ingeniería propiedad de Richard Pickup Park, quien había desarrollado una nueva máquina para esquilar ovejas por encargo de Frederick Wolseley.
Su nueva situación económica le permitió casarse con Helen Dron en Melbourne, el 26 de diciembre de 1887. Nacida en Melbourne el 23 de octubre de 1866, Helen era la séptima hija de padres escoceses. El matrimonio Austin tuvo dos hijas: Irene (nacida en 1891, posteriormente Mrs. Waite) y Zeta (Mrs. Lambert). Su único hijo, Vernon James Austin, murió en combate el 26 de enero de 1915 en el frente de Francia durante la Primera Guerra Mundial.
Después de que Austin dedicara tres meses a mejorar la máquina de esquilar ovejas, propuso su incorporación a la Compañía Wolseley de Máquinas Esquiladoras, en Sídney. Ya en la compañía, fue enviado a una estación de esquilado en Avoca, Victoria, para estudiar las máquinas en uso. Austin patentó a su nombre las mejoras que introdujo en la máquina de esquilar ovejas, y posteriormente se las vendió a la propia Compañía Wolseley el 10 de marzo de 1893, a cambio de una participación en la empresa.

## Automóviles

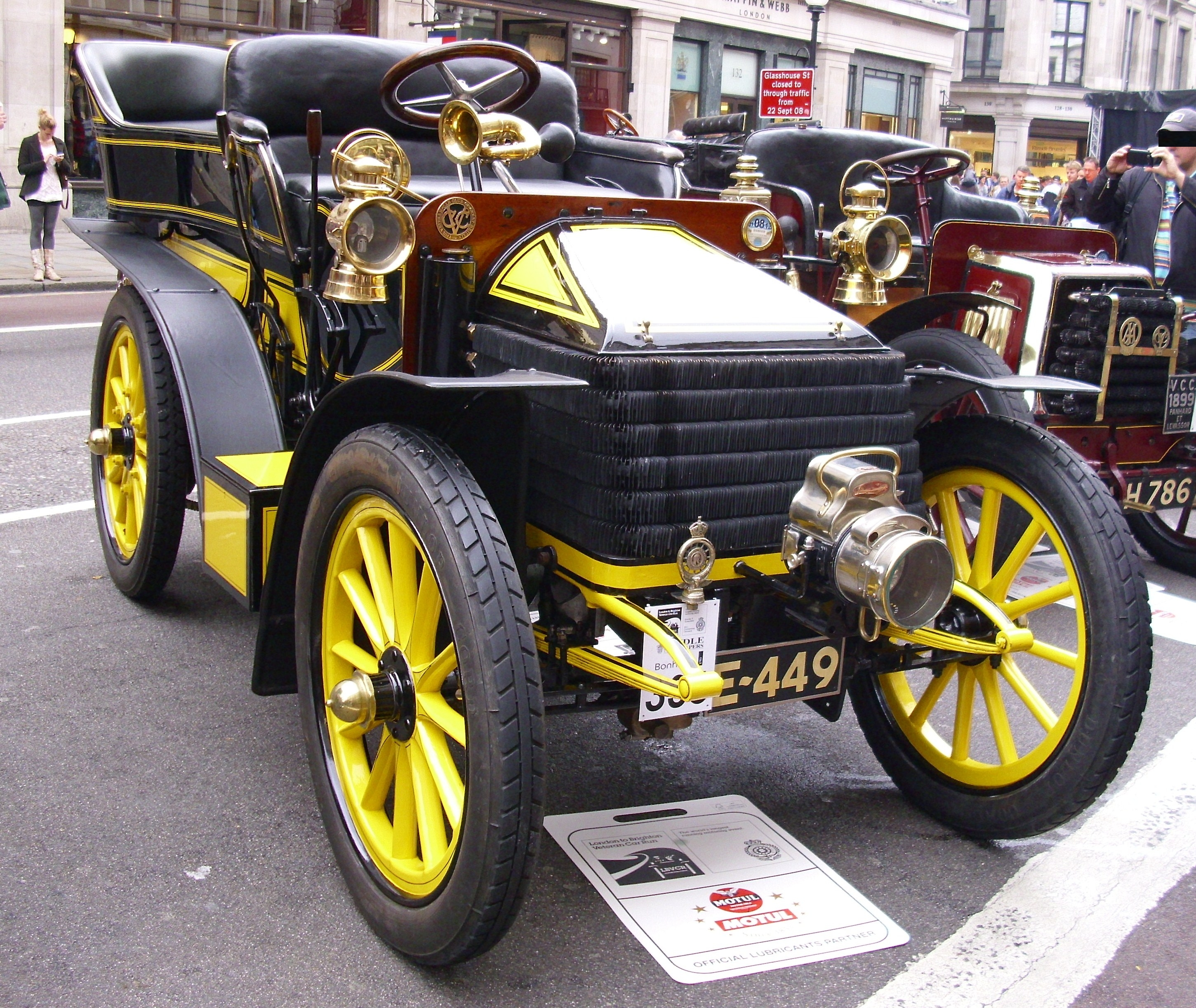
Automóvil Wolseley diseñado por Herbert Austin, con motor de 10 Hp, 2-cilindros y 1141 cc (1903)

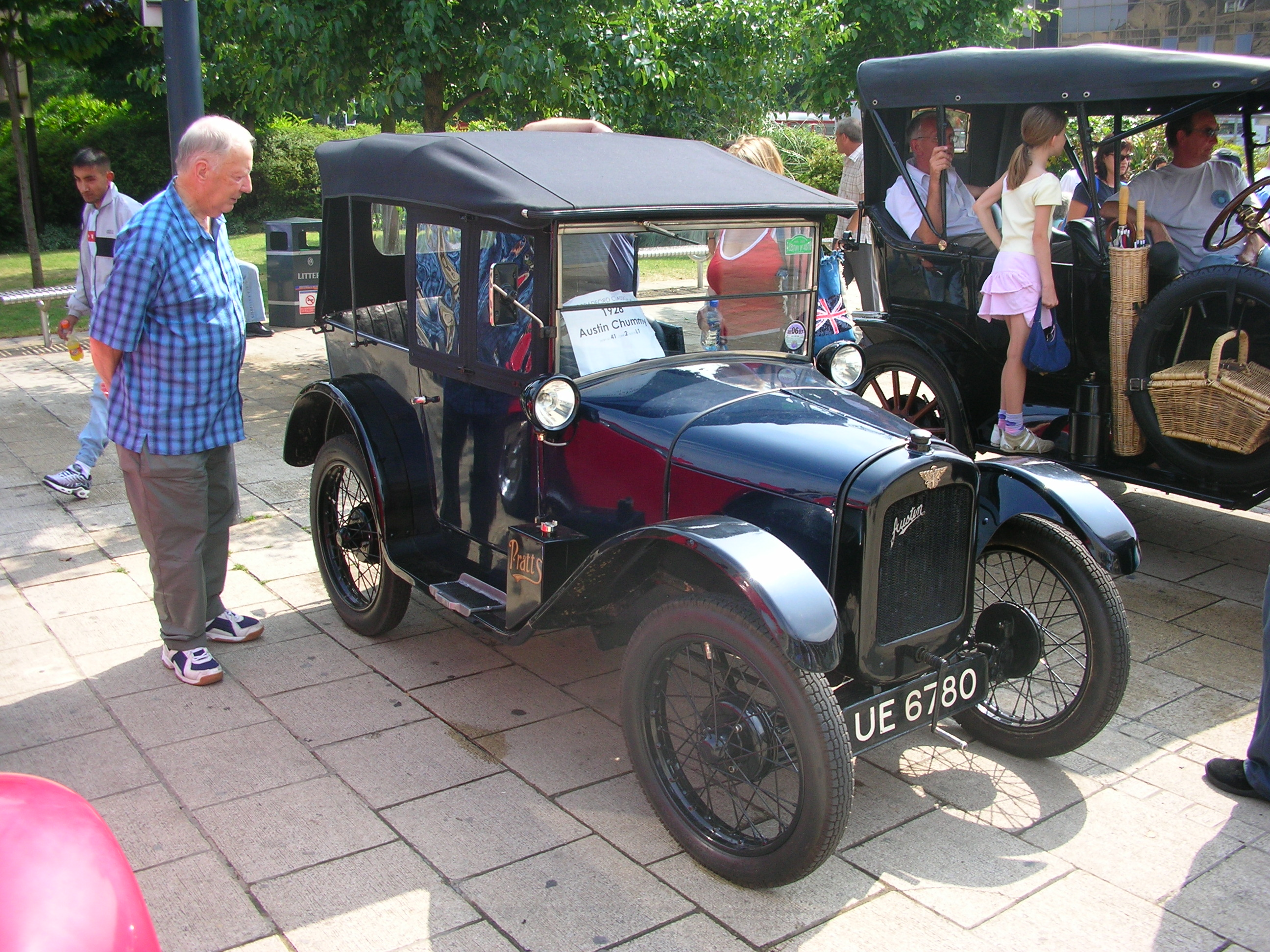
Austin diseñado por Herbert Austin: 7 Chummy (1928)

Frederick Wolseley liquidó su compañía de Sídney en 1889, transfiriendo su propiedad a una nueva compañía registrada en Londres, aunque todas las operaciones se mantuvieron en Australia. Las dificultades con los proveedores convencieron a la dirección de Wolseley de trasladar el consejo a Inglaterra en 1893. Frederick Wolseley y Herbert Austin dejaron a cargo de John Howard la dirección de las operaciones en Australia, y regresaron a Inglaterra en noviembre de 1893. Austin instaló una fábrica en la Broad Street de Birmingham, en tanto que Fredrick Wolseley abandonó la compañía en 1894. Esta fábrica se quedó pequeña muy pronto, por lo que Austin compró una más grande en Aston, Birmingham. Las ventas de máquinas de esquilar eran altamente estacionales, por lo que durante los periodos del año de menor actividad la fábrica se dedicó a la construcción de bicicletas.
Buscando otros productos incluso fuera de su actividad habitual, Herbert Austin se interesó por los automóviles y construyó dos tipos diferentes de triciclos motorizados en su tiempo libre. Una versión de uno de estos triciclos fue desarrollada y puesta a la venta en 1900 por la Compañía Wolseley, pero la dirección de la empresa no veía ningún futuro en la industria del motor. En 1901, Vickers compró los intereses automovilísticos de Wolseley (quedando Austin incluido en la operación), nombrando al nuevo negocio Wolseley Tool & Motor Company, instalada en Adderley Park, Birmingham. Herbert Austin retuvo sus intereses y lazos con la Compañía Wolseley. Fue presidente de su consejo entre 1911 y 1933, cuando se retiró poco antes de su muerte.

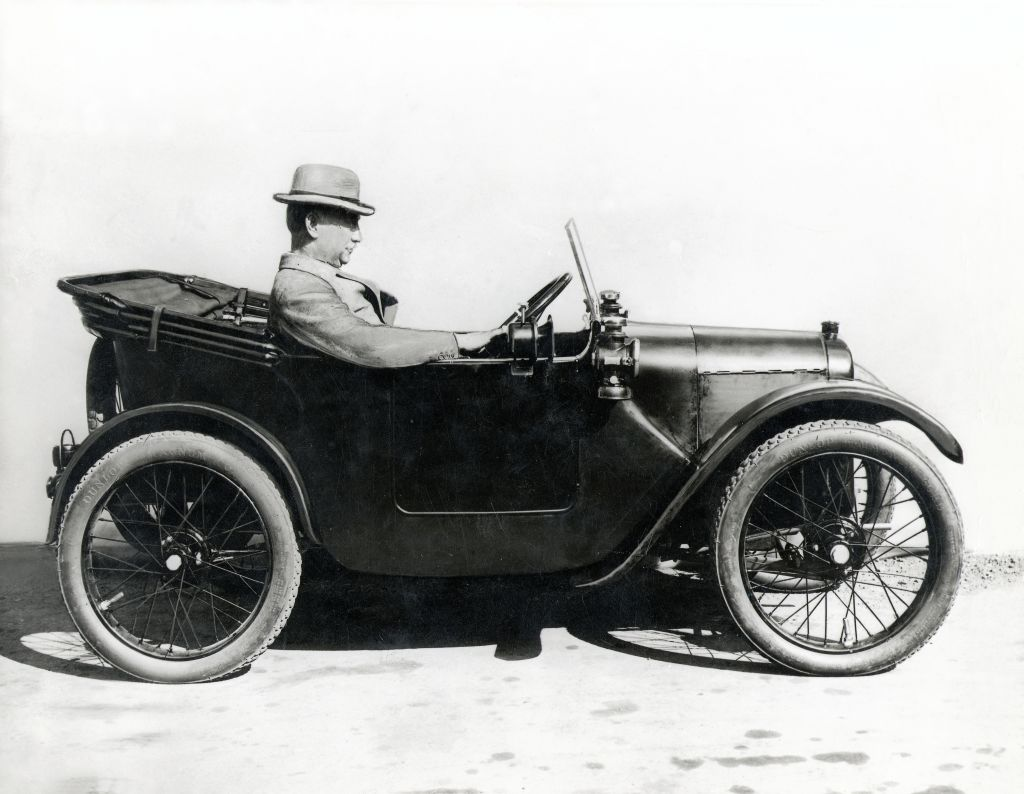
Herbert Austin conduciendo un Austin 7.

En 1905, todavía con un contrato de 5 años de duración vigente, Austin dimitió de la fábrica de automóviles Wolseley, llevándose con él a parte del personal clave de la empresa. Su hermano Harry también le acompañó desde Wolseley en esta nueva aventura. Austin reunió un capital de 37.000 libras y se embarcó en la búsqueda de una fábrica que se ajustase a sus ideas sobre la nueva industria automovilística. Se hizo con unos antiguos talleres de imprenta, por entonces en las afueras de Birmingham, en Longbridge, en el Condado de Worcestershire (Longbridge no se convirtió en un barrio de Birmingham hasta 1911, cuando se expandieron los límites de la ciudad). La Austin Motor Company de Longbridge posteriormente se convertiría en uno de los mayores fabricantes automovilísticos del mundo.
Austin producía 17 modelos diferentes hacia 1908. Durante la Primera Guerra Mundial, la factoría produjo municiones, y edificó el poblado de Austin Village en Turves Green para sus trabajadores. El negocio automovilístico se complicó después de la Primera Guerra Mundial; y la compañía Austin estuvo al borde de la bancarrota en 1921, nombrándose un auditor. Afortunadamente, el éxito del modelo "Baby Austin" (el legendario Austin 7, lanzado en 1922 con un precio de venta de 225 libras) salvó a la compañía, poniendo el automóvil al alcance de muchos clientes que nunca anteriormente habían poseído un coche. Su producción alcanzó las 25.000 unidades anuales en 1925, reduciéndose el precio cada año. En 1931 se introdujo el Austin 12/6, seguido por el Austin 12/4 en 1933.

## Producción militar
La compañía giró sus recursos al esfuerzo de guerra en 1914, y en 1917, Austin recibió el título nobiliario de barón por sus servicios, así como la Orden de la Corona de Bélgica de manos del rey Leopoldo II, por emplear 3000 refugiados belgas en Longbridge.
Durante Segunda Guerra Mundial, la compañía se especializó en la construcción de aeronaves; en los planeadores Horsa; en vehículos militares especiales; en motores hidráulicos para el accionamiento de cañones; en cajas de munición, y cargadores para ametralladoras, subfusiles Thompson, y cañones antiaéreos Oerlikon; motores marinos para botes salvavidas; y prensas para bidones.

### Fábricasen la sombrabritánicas
Hasta 1938, el Ministerio de Aire había estado al mando de Lord Swinton, forzado a dimitir por el primer ministro Neville Chamberlain debido a la carencia de progreso en el proceso de rearme de la Real Fuerza Aérea. El nuevo ministro, Sir Kingsley Wood, implementó un nuevo plan británico para triplicar la producción de aeronaves en el periodo previo a la Segunda Guerra Mundial, en dos fases:
- Desarrollo de nueve fábricas nuevas
- Extensión y ampliación de los complejos fabriles existentes, tanto para fácilitar su transformación a la industria de aeronaves, como para expandir su capacidad de producción

Detrás de este plan estaba la financiación del gobierno británico para la construcción de estas nuevas instalaciones de producción, en forma de subvenciones y préstamos. Una de las claves del plan eran los productos y proyectos de la Rolls-Royce Limited, cuyo motor Merlin propulsó muchos de los aviones desarrollados por el Ministerio del Aire. Herbert Austin fue el encargado de implementar el plan por parte de los productores, que era principalmente fabricantes de automóviles; mientras que el enlace técnico con la industria de aeronaves fue responsabilidad de Charles Bruce-Gardner.

## Carrera parlamentaria
De 1918 a 1924, Austin fue miembro del Parlamento por el Partido Conservador por la circunscripción de Birmingham King's Norton, aunque nunca pronunció un discurso en la Cámara de los Comunes. En 1936 fue nombrado Barón Austin, de Longbridge en la Ciudad de Birmingham. En 1937 recibió un Doctorado en Leyes (LL.D.) por la Universidad de Birmingham.
Lord Austin murió de un ataque cardiaco como consecuencia de una neumonía. Su único hijo Vernon había muerto en combate en 1915 durante la Primera Guerra Mundial, lo que supuso la extinción de su título nobiliario.
Está enterrado con su esposa Helen, Lady Austin, en la iglesia Holy Trinity en Lickey Hills, cerca de su antigua casa en Lickey Grange y de la fábrica de Longbridge, ambos próximos a Bromsgrove y Birmingham.

## Reconocimientos
- Durante la mayor parte de su carrera fue conocido como Sir Herbert Austin.
- La circunvalación de Northfield en Birmingham se denomina "Sir Herbert Austin Way" en su memoria.

## Lecturas relacionadas
- Sharratt, Barney (2000) Men and Motors of the Austin: The inside story of a century of car making at Longbridge. Sparkford: Haynes Publishing.